# Islandiana cristata
Islandiana cristata är en spindelart som beskrevs av Kirill Yeskov 1987. Islandiana cristata ingår i släktet Islandiana och familjen täckvävarspindlar. Inga underarter finns listade i Catalogue of Life.